# Медичи
Мèдичи (на италиански: Medici) са древна и могъща италианска благородническа фамилия от тоскански произход, която се превръща в една от водещите династии в историята на Италия и Европа от XV век до XVIII век. От тях произхождат четирима папи на Католическата църква – папа Лъв X (1513 – 1521), папа Климент VII (1523 – 1534), папа Пий IV (1559 – 1565) и папа Лъв XI (1605), както и две кралици на Франция – Катерина де Медичи (1547 – 1559) и Мария де Медичи (1600 – 1610).
Властта на Медичите над Флоренция продължава почти непрекъснато, с изключение на някои краткотрайни периоди: от 1434 г. с Градската сеньория на Козимо Стари до 1737 г. със смъртта без наследници на великия херцог Джан Гастоне де Медичи, последният от династията.
Със скромен произход и идващи от географския регион Муджело, Медичите са засвидетелствани поне от XII век. Дейностите на първите им поколения включват търговия, тъкачество, земеделие и само спорадично банкиране. Те обаче започват издигането си на власт благодарение на банкера Джовани ди Бичи, който натрупва голямо състояние с банката, която основава – Банката на Медичите. По този начин семейството придобива богатство и престиж с течение на времето, превръщайки се във финансист на най-влиятелните реалии на европейския политически пейзаж, дотолкова, че стават банкери на Папата и финансират компании като завладяването на Миланското херцогство от Франческо Сфорца и победата на Едуард IV от Англия във Войните на розите. Тази банка е най-голямата в Европа през XV век и улеснява издигането на Медичите до политическа власт във Флоренция, въпреки че те официално остават граждани, а не монарси до XVI век.
Със сина на Джовани, Козимо, семейството получава де факто пълен контрол върху Република Флоренция, която след това се трансформира в благородническо достойнство, контролиращо първо Херцогство Флоренция, а след това и Великото херцогство Тоскана.
През 1532 г. семейството придобива наследствената титла „херцог на Флоренция“. През 1569 г. херцогството е издигнато до Велико херцогство Тоскана след териториално разширение. Медичите управляват Великото херцогство от създаването му до 1737 г., след смъртта на Джан Гастоне де Медичи. Великото херцогство е свидетел на степен на икономически растеж при ранните велики херцози, но фалира по времето на Козимо III де Медичи (управлявал през 1670 – 1723 г.).
Сестрата на Джан Гастоне, Анна Мария Луиза де Медичи, последният легитимен член на клона на великия херцог, сключва известния Семеен пакт с Хабсбург-Лотарингия, с който тя завещава огромното художествено и културно наследство на град Флоренция.
Оцеляват два кадетски линии на фамилията до днес: Медичи ди Отаяно, принцове на Отавиано и херцози на Сарно, преселили се в Кралство Неапол през XVI век, и Медичи Торнакуинчи, бивши маркизи на Кастелина, останали в Тоскана.

## Общи характеристики
Богатството и влиянието на Медичите първоначално произтичат от търговията с текстил, ръководена от гилдията за вълна във Флоренция – Arte della Lana. Подобно на други семейства, управляващи в италианските сеньории, Медичите доминират управлението на своя град, успяват да поставят Флоренция под властта на семейството си и създават среда, в която изкуството и Хуманизмът процъфтяват. Те и други семейства в Италия вдъхновяват Италианския ренесанс, като Висконти и Сфорца в Милано, Есте във Ферара, Борджия в Рим и Гондзага в Мантуа.
Банката на Медичите, от създаването си през 1397 г. до падането ѝ през 1494 г., е една от най-проспериращите и уважавани институции в Европа, а семейство Медичи е смятано за най-богато в Европа за известно време. От тази база те придобиват политическа власт първоначално във Флоренция, а по-късно в по-широка Италия и Европа. Те са сред най-ранните фирми, които използват счетоводната система на Главната книга чрез разработването на системата за двойно счетоводство за проследяване на кредити и дебити.
Семейство Медичи твърди, че е финансирало изобретяването на пианото и операта, финансира изграждането на базиликата Свети Петър и Санта Мария дел Фиоре и е покровител на много представители на изкуствата и науките, като Брунелески, Ботичели, Леонардо да Винчи, Микеланджело, Рафаело, Макиавели, Галилей и Франческо Реди и др. Те също са главни лица на Контрареформацията, от началото на Реформацията чрез Трентския събор и Френските религиозни войни.

## История

### Произход
Семейство Медичи идва от контадо Муджело, намиращо се на около 30 км североизточно от Флоренция. То произхожда от Медико (* ок. 1046, † 1102), кастелан на Потроне (днес част от Скарперия и Сан Пиеро). Някои представители на семейството, всички потомци на Медико ди Потроне, между XIII и XIV век натрупват значително богатство с производството на вълна, което по това време вижда период на нарастване на търсенето в Италия и в чужбина, особено в Кралство Франция и Кралство Испания. В началото на XIV век Медичите вече имат двама Гонфанониери на правосъдието – най-високата длъжност във Флорентинската република, и през цялата първа половина на века са част от олигархията, доминираща над града.
Обикновено източниците и литературната традиция припомнят, че Медичите произхождат от Муджело – област, която днес включва общинските територии на Барберино ди Муджело, Сан Пиеро а Сиве, Скарперия (и двете част от днешна Скарперия и Сан Пиеро), Борго Сан Лоренцо и Викио. Наистина тази информация няма сигурни документални основания, но е най-вероятната, тъй като се основава на факта, че Медичите са били земевладелци в района от XIV век. Всъщност е естествено за търговците от XIII век, които черпят икономическото си богатство в града, да купуват земя в района на провинцията, от която идват. В подкрепа на тази хипотеза са легендите, които процъфтяват преди всичко в епохата на великите херцогства (XVI – XVII век), когато въображението и перото на придворните учени се упражняват да придадат престиж на произхода на родословието, което тогава царува в Тоскана. Според ръкопис от XVII век, който сега се намира в Библиотека Морениана в Палацо Медичи-Рикарди, през Ранното средновековие Медичите са били свързани с Убалдини, тогава много мощни феодали в Муджело, и поне от 1030 г. те са притежавали замъците Кастаньоло и Потроне, разположени близо до днешната Скарперия.
Ръкопис n. 24 на Библиотека Морениана, който предава нещо като куртоазен роман, е озаглавен „Начало и произход на Дом Медичи във Флоренция“ (на итал. Origine e discendenza della casa dei Medici di Firenze). Той е приписван на Козимо Барончели (* 1569, † 1626), камериер на дон Джовани де Медичи, който представя като родоначалник някой си Аверардо де Медичи (често срещано име в семейството между XIII и XIV век) – командващ в армията на император Карл Велики, както и „преосновател“ на Флоренция. Творбата съобщава история, която възнамерява да облагороди произхода на родословието на Медичите и на техния герб, разказвайки как храбрият Аверардо, докато се занимавал с освобождаването на тосканската територия от нашествието на лангобардите, е трябвало да победи гигант на име Муджело, който тероризирал едноименната област в долината Алта Вал ди Сиеве. По време на битката гигантът Муджело забил назъбения си боздуган (или може би топките на бича си) в златния щит на Аверардо: знаците, останали отпечатани върху оръжието на рицаря, подсказали хералдическата емблема на топките или „бизанти“ в герба на Медичите. Така след легендарния подвиг на Аверардо далечните предци на Козимо Стари и Лоренцо Великолепни се преселват в района на Муджело.
Новината, че Медичите са се заселили в Муджело в толкова древни времена (последната четвърт на VIII век), изглежда обаче преразгледана с друго свидетелство. „Книгата на мемоарите на Филиньо де Медичи“ (на итал. Libro di memorie di Filigno de' Medici), написана през 1374 г., всъщност припомня, че Медичите са направили първите значителни покупки на земя в Муджело между 1260 и 1318 г., докато са притежавали недвижимо имущество с определено значение във Флоренция поне още през 1169 г.
Предвид оскъдните налични данни във всеки случай е трудно да се установи дали Медичите в зората на своята история са били много заможни земевладелци, търсещи нови възможности за възход и развитие в града, или пък са били богати граждани които, за да разширят влиянието и властта си, са създали благоприятни съюзи с благороднически семейства и инвестиции в провинцията.

### Първи членове на Медичите
Първите сигурни новини за Медичите, макар и оскъдни и откъслечни, датират от XII век.
От Книгата на спомените (Libro delle memorie), написана през XIV век от Филиньо де Медичи, можем да заключим, че неговите предци вече са били жители на Флоренция: през 1169 г., с рода Сизи и други родове те построяват кулата в общността Сан Томазо близо до Стария пазар (днес в района между пл. „Република“ и ул. „Медичи“). Освен това през 1180 г. Медичите и Сизи отиват при епископа на Флоренция Юлий, за да се борят за патронажа над същата църква Сан Томазо (известна също като Сан Фамазо).
Джамбуоно (* ок. 1131 или 1140, † 1192) е смятан за родоначалник на рода. От XIII век са първите документални сведения за членовете на семейството, започвайки с акт от 1201 г., в който синът му Киарисимо ди Джамбуоно (* ок. 1167, † 1210) се споменава сред делегатите на Флорентинската република, подписали пакт със сиенците.
През първата половина на XIII век Медичите се разделят на три основни линии на произход, оглавявани съответно от Бонаджунта (клон изчезнал през 1363 г.), Киарисимо и Аверардо.

#### Бонаджунта, син на Джамбуоно
Бонаджунта († 1226) е документиран през 1216 г. като общински съветник (т.е. влиза в състава на Градския съвет – Синьория) и през 1221 г. като свидетел на акт. Синовете му са Уго (*/† неизв.) и Галгано (*/† неизв.) – кредитори на пфалцграф Гуидо Гуера. В средата на века Уго се жени за Диалта ди Сколайо дела Тоза от благородническата престижна фамилия Дела Тоза, с която линията на Бонаджунта по този начин влиза в брачен съюз. От брака се раждат Сколайо (док. 1269) и Гано (или Галгано) (док. 1269). Между 1267 и 1268 г. Сколайо е сред „старейшините“ на Партията на гвелфите. През 1269 г. двамата братя, все още собственици на кулата Сан Томазо, са компенсирани за щетите, нанесени от гибелините на техните имоти на Стария пазар (Меркато Векио). Синът на Гано, Бонаджунта (док. 1278), споменат през 1278 г., е заедно с Аверардо сред градските съветници на новото правителство на гвелфите. В актовете за мир между гвелфите и гибелините, сключени от кардинал Латино Малабранка Орсини, сред подписалите са гвелфите Сколайо и Бонаджунта.
Ардинго (док. 1343), син на гвелфа Бонаджунта, изглежда е първият, който заема престижни публични длъжности: той е избран за приор на гилдиите през 1291, 1313 и 1316 г.; той също е общински касиер и гонфалониер на правосъдието през 1296 и 1307 г. (първият от семейството). Жени за благородничката Джема де Барди. Брат му Гучо (* 1298, † 1315) също е гонфалониер през 1299 г. Между 1296 и 1343 г. Ардинго и единадесет други членове на фамилията Медичи приемат титлата „приор“ 27 пъти. Освен това синът на Ардинго, Франческо (*/† неизв.), последва стъпките на баща си и също е важен политик: той е сред 14-те арбитри, натоварени с възстановяването на републиканското правителство след експулсирането на херцога на Атина Готие VI дьо Бриен през 1343 г. (от чиято ръка един друг Медичи, Джовани ди Бернардо, е обезглавен същата година). През 1348 г., годината на Черната смърт, Франческо е гонфалониер на правосъдието. Като цяло клонът на Бонаджунта между XIII и XIV век е доста ангажиран в политиката и носи престижни обществени длъжности, благодарение и на брачния им съюз с важното семейство Дела Тоза. Някои Медичи извършват банкова дейност, макар и вероятно скромна, подхранвана от самото начало от лихвоносни заеми, но скоро трябва да се изправят пред тежка икономическа криза. Така през 1348 г. потомците на Бонаджунта продават къщите и земята, закупени няколко десетилетия по-рано по днешния маршрут на ул. „Де Мартели“ – ул. „Кавур“, където по-късно ще се издигне Палацо Медичи от XV век.
Последният представител на мъжката линия, произлизаща от Бонаджунта, е Фантино (док. 1426), партньор на Джовани ди Бичи между 1422 и 1426 г. и правнук на един от братята на Ардинго. Тази линия изчезва в средата на XV век.

#### Киарисимо, син на Джамбуоно
Киарисимо ди Филипо ди Джамбуоно (док. 1353) през 1240 г. е кредитор на манастира Камалдоли, а през 1253 г. е посветен в рицарство. Неговият син Джамбуоно (* 1260, † неизв.) е офицер в армията, събрана да се изправи срещу сиенците в разрушителната битка при Монтаперти на 4 септември 1260 г. Сред избраните през 1322 г. в Приората на изкуствата (Приоратът, заедно с капитана на народа, представлява изпълнителната и представителна власт) е Бернардо ди Джамбуоно (док. 1322), който в началото на XIV век като част от Черните гвелфи е отговорен за отвратителното насилие срещу Белите гвелфи. С него започва едноименнията кадетският клон. И синът му Джовани ди Бернардо († 1324), въпреки смъртната си присъда за убийство, която по-късно е отменена, многократно е призоваван в Приората на изкуствата и на други важни обществени длъжности: той всъщност е гонфалониер на републиката през 1333 и 1340 г., посланик в Лука през 1341 г. и е обезглавен през 1343 г. по заповед на херцога на Атина Готие VI дьо Бриен поради неговите народни симпатии. Неговият братовчед Бонино ди Липо (Филипо) ди Киарисимо (док. 1312) също е гонфалониер през 1312 г. С Бонино започва едноименният кадетски клон Бонино ди Филипо.
Племенникът на Джовани ди Бернардо, Салвестро ди Аламано (* ок. 1331, † 1388), правнук на Киарисимо, е може би най-известният Медичи от XIV век, тъй като участва в бунта на Чомпи през 1378 г. – бунт на необединените в гилдии работници, т.е. неможещи да участват в управлението на града. Преди това той се отличава със заемането на престижни държавни длъжности и важни дипломатически задължения. През 1351 г. успешно участва във войната срещу Висконти в защита на замъка Скарперия. През 1378 г. е гонфалониер, когато позволява на бунта, воден от Микеле ди Ландо, да излезе извън контрол, за да се противопостави на своите консервативни политически опоненти. За това той е осъден на изгнание през 1382 г. за пет години. Умира през 1388 г. и е погребан в Катедралата на Флоренция. Със Салвестро започва едноименният кадетски клон Салвестро ди Аламано.
Нещастна съдба сред прибързаност и лукавство сполетява и семейството на Салвестро: синът му Николо е убит през 1364 г. За престъплението е обвинен чичо му Бартоломео ди Алемано (док. 1360), който успява да отмени смъртната присъда. През 1360 г. той прави опит за държавен преврат. През 1377 г. Африкело ди Алемано (*/† неизв.), друг брат на Салвестро, се отличава със злоупотребите, нанесени на бедна вдовица, от която иска да открадне земите. Към края на века Антонио ди Бартоломео (*док. 1396) участва във въстание, начело с Донато Ачайоли, което струва на него и братовчед му Алесандро изгнание.
Като цяло през XIV век, докато потомците на Бонаджунта преживяват неудържима икономическа криза, много други членове на фамилията Медичи претърпяват изгнание, лишаване от обществена длъжност или дори смъртна присъда за актове на насилие, нападения и убийства.

#### Аверардо, син на Джамбуоно
Най-накрая последният клон е този на Аверардо (док. 1280). Той е първият Медичи, който се ангажира с това да купи земя в Муджело: всъщност през 1260 г. той започва огромна покупка в тази област на флорентинската провинция, завършена през 1318 г. от неговия син със същото име. Аверардо ди Аверардо (* 1270, † 1319), вече преди (1309 г.) и след това гонфалониер (1314 г.), разделя тези имоти между шестимата си сина през 1320 г. Синовете му Якопо († 1340), Джовенко († 1320), Салвестро († 1346), Франческо (*/† неизв.), Таленто (*/† неизв.) и Конте (док. 1330) започват процъфтяващ банков бизнес, като основават компанията filii Averardi, за която обаче има новини само до 1330 г. След тази дата няма други финансови дейности, съгласувани като група от членове на семейство Медичи, може би също поради честите разногласия и контрасти, които възникват между различните членове, обикновено повдигани по въпроси за собственост или наследство. Лихвоносните заеми обаче продължават да бъдат широко практикувани, макар и само индивидуално.
Синът на Таленто, Марио († 1369), става гонфалониер през 1343 г. В трудната ситуация, в която се намират Медичите от средата на XIV век, се открояват личности, които възраждат богатството на семейството. По-специално Джовани († ок. 1382), син на Конте и племенник на Аверардо, е много активен в обществения живот: той е гонфалониер през 1349 г., през 1353 г. и през 1356 г.; викарий на Пеша (1346) и подест на Прато (1365); на него са поверени различни дипломатически и военни мисии извън границите на Флоренция (Лука, Пиемонт, Пистоя, Сиена, Милано). През 1351 г. Джовани става капитан на провинция Муджело и заедно с чичо си Салвестро участва във военната защита на замъка Скарперия от обсадата на войските на Висконти. На следващата година той е в Неапол сред посланиците, изпратени от Флорентинската република, за да отдадат почит на новата кралица Джована I. През 1355 г. с Антонио Адимари, командващ 200 флорентински рицари, придружава Карл IV до Рим за неговата коронация.
Между 1335 и 1375 г. Джовани и братята му, включително Филиньо ди Конте (док. 1378), купуват 170 парцела земя за около 9000 златни флорина, предимно в района на Муджело. Джовани и Филиньо също се погрижват да увеличат имотите в града, които притежаваха, макар че инвестират много по-малко пари от поземлените активи в провинцията. Между 1348 и 1373 г. те купуват няколко къщи и магазини в района между Стария пазар и Понте Векио. Те живеят точно в района на пазара, като техните предци, и притежават там, наред с други неща, кулата Сан Томазо и лоджия. Те обаче решават да отидат да живеят другаде и да запазят старите сгради за бизнес и търговски дейности. Всъщност през 1349 г. купуват първите девет части от „дворец" на ул. „Ларга“. На същата тази улица потомците на Бонаджунта са притежавали къщи и земя, продадени само година по-рано. През 1361 г. Джовани ди Конте и неговите братя купуват останалите единадесет части от сградата, която по-късно ще бъде превърната в семейната „стара къща" през XV век. През 1375 г. синовете на Конте де Медичи също са собственици на шест други съседни къщи. През 1374 г. Филиньо ди Конте написва „Книгата на мемоарите“, която представлява важен източник на новини за семейството му и неговите имоти от XII век нататък.

### Възход на Медичите
Като цяло, както може да се заключи от горните данни, Медичите са активно действащи лица в обществения и икономическия живот на Флоренция много преди голямото им издигане, макар че само с него придобиват международна слава и престиж.
През по-голямата част от XIII век водещият банков център в Италия е Сиена. Но през 1298 г. една от водещите банкови фамилии в Европа, Бонсиньори с тяхмата банка Gran Tavola фалира и град Сиена губи статута си на банков център на Италия в полза на Флоренция. До края на XIV век водещата фамилия на Флоренция е Дом Албици. На 15 януари 1293 г. са приети Наредбите на правосъдието (на итал. (Ordinamenti della giustizia), на практика те се превръщат в конституцията на Република Флоренция през целия Италиански ренесанс. Многобройните луксозни дворци в града започват да се заобикалят от градски къщи, построени от проспериращата търговска класа.
Основните съперници на семейство Албици са Медичите, първо под ръководството на Джовани ди Бичи де Медичи, по-късно под ръководството на неговия син Козимо ди Джовани де Медичи и правнук Лоренцо де Медичи. Медичите контролират Банката на Медичите – тогава най-голямата банка в Европа – и редица други предприятия във Флоренция и другаде.
През периода 1360 – 1429 г. трима представители на фамилията успяват да придобият богатства и власт – Салвестро ди Аламано (* ок. 1331, † 1388), Виери ди Камбио (* 1323, † 1395) и Джовани ди Бичи (* 1360, † 1429). Първият става известен в политическите среди. След 1360 г. той е единственият Медичи, който участва в съвета на Флорентинската република, представлявайки опозицията, начело на която стоят гвелфите. Успехът спохожда Виери ди Камбио след 1350 г. Той се занимава с различни банкови операции и създава собствена банкова кантора. През 1380 г. неговата банка е една от най-големите в града и има филиали в Рим, Генуа, Брюге и Венеция. Успехът на последния от тях – Джовани ди Бичи, първоначално е свързан с делата на Виери, който събира около себе си няколко членове на семейството, включително и далечния си родственик Джовани. През 1390 г. той оглавява римския филиал (Vieri e Giovanni de’ Medici in Roma) на банката на чичо си. През 1397 г. се връща във Флоренция. Джовани ди Бичи се проявява и като прозорлив политик.

#### Джовани ди Бичи
Джовани ди Бичи (* 1360, † 1429) е много богат човек и благодарение на своята доброта е харесван от гражданите. Малко се знае за началната част от живота му, тъй като, като много скромен и благоразумен човек, той избягва да се изтъква на политическата сцена, а се посвещава само на увеличаване на активите си, които бързо стават много големи. Въпреки тази резервираност той е приор през 1402 г., 1408 г. и 1411 г., а през 1421 г. е гонфалониер на правосъдието (това показва, че той никога не е бил преследван от аристократичното правителство, което, напротив, се опитва да го асимилира).
Неговото солидно богатство се ражда от дейността му като банкер, чрез създаването на мрежа от бизнес компании, които имат много важен клон в Рим, където той отдава приходите от папския десятък, много богат и високопрестижен пазар, който постепенно успя да се измъкне от останалите конкуренти. През XIX век погрешно се е смятало, че Джовани ди Бичи подкрепя институцията на кадастъра – данъчна система, която за първи път удря пропорционално на базата на доходите и имуществото на отделните семейства, накратко мярка, която засяга цялата класа на по-богатите във Флоренция, но която освобождава по-ниските класи и малките и средни предприемачи от все по-тежкото данъчно облагане, след многобройните войни срещу Висконти от Милано. Тази грешка се основава на казаното от историка Джовани Кавалканти в неговите Флорентински истории, но в действителност противоречи на документите, показващи по неоспорим начин, че законът за поземления регистър е предложен, защитаван и одобрен от Риналдо дели Албици и Николо да Уцано – двамата водещи изразители на Аристократическата партия. Освен това Джовани ди Бичи не проявява истинска враждебност към самия закон, а към методите му на прилагане, преди всичко поради факта, че приходите от новия данък ще бъдат използвани за финансиране на безполезна война срещу Милано, насърчавана от олигарсите и на което Джовани твърдо се противопоставя.
От двамата му синове, Козимо и Лоренцо, се раждат двата основни клона на семейството: Кафаджоло и Пополано. Състоянието му, както е обичаят на времето, е наследено само от най-големия му син Козимо, за да не се разпокъса семейното имущество.
След 1433 г. недоволството на гражданите на Флоренция прогонва управляващата дотогава фамилия Албици. На власт идва синът на Джовани – Козимо. Следващите 60 години управлението на Флоренция е съсредоточено в ръцете на Медичите. До 1462 г. градът е управляван от Козимо, до 1469 г. – от Пиеро, а до 1492 г. – от Лоренцо и от изгонения през 1494 г. Пиеро. След смъртта си Джовани оставя немалко наследство: участъци земя в Муджело, къщи и вили, рента, участие в различни банкови кантори и търговски предприятия. Козимо на свой ред увеличава оставеното наследство – в най-добрите си времена има две банкови кантори в Рим и по една във Венеция, Неапол, Пиза, Милано, Женева, Лион, Авиньон, Брюге и Лондон. Той търгува с всичко и особено с пари – дава ги в заем на крале и принцове. През 1451 г. неговият капитал възлиза на 72 000 флорина.

#### Козимо Стари
Козимо Стари (* 1389, † 1464) има енергичен характер, в съответствие с този на баща си, макар и съществено различен. Всъщност той има доминиращ нрав, който го кара да стане още по-силен и по-богат от родителя си. В допълнение към забележителните си способности на бизнесмен, както и като страстен човек на културата и голям покровител на изкуствата, той е преди всичко един от най-важните политици на италианския XV век. Козимо скоро разбира, че семейното богатство вече е твърде голямо, за да бъде защитено без политическо прикритие, поради все по-големи и следователно рисковани финансови операции. Така започва възходът му към лостовете на властта на Флорентинската република. Неговото пословично благоразумие веднага се проявява: той не се стреми да стане господар на града, може би с coup de main или опитвайки се да бъде избран на най-престижните държавни постове, но фигурата му остава в сянка като истинският кукловод на поредица лица, заслужаващи доверие, заемали ключови за него позиции в институциите.
По това време властта се държи по-специално от Албици, от Николо да Уцано, от някои представители на семействата Строци, Перуци и Кастелани. С нарастването на популярността на Козимо и броя на приятелите му властимащите започват да го виждат като заплаха. На 1 септември 1433 г., според завещанието на Риналдо дели Албици, Бернардо Гуадани е избран като Гонфалониер на правосъдието и Синьория, дълбоко свързана с Албици и неговите последователи. Новата Синьория затваря Козимо през септември 1433 г. по обвинение, че е подклаждал конспирации и заговори в града и че е накарал Флоренция да влезе във войната с Лука съзнателно и с измама. Това са объркани и фалшиви обвинения, които трябва да доведат Козимо до смърт.
На Риналдо дели Албици му липсва хладната решителност да доведе нещата до крайност. Поредица от „подкупи“, умело раздадени от Козимо, попречват на да бъде осъден на смърт, с превръщането на присъдата в изгнание: това е т. нар. първо експулсиране на Медичите. След заминаването на Козимо за Падуа и Венеция републиканските институции изпитват непрекъсната нестабилност. Във Флоренция магистратите са избирани чрез жребий от подходящо подготвени чанти и въпреки факта, че доминиращата група се опитва, тя не успява да упражни пълен контрол върху изтеглените имена. Риналдо дели Албици не е човек със същия нрав като баща си и в ситуацията, която се влошава, той няма смелостта или силата да упражнява контрол върху изтеглянията – грешка, която обаче Козимо не повтаря: веднъж дошъл на власт, той оказва пълен контрол върху изтеглените имена и на практика избягва авантюристичното теглене. Така през септември 1434 г. е съставена Синьория, напълно благоприятна за Медичите. Ето защо Козимо е призован във Флоренция само година след заминаването си, а противниците му са изпратени в изгнание.
Триумфалното влизане на Козимо, аплодирано от хората, които предпочитат толерантните Медичи пред олигархичните и аристократични Албици и Строци, бележи първия голям триумф на семейство Медичи. Той като много опитен политик продължава да поддържа свободните институции непокътнати, да благоприятства промишлеността и търговията, привличайки все повече и повече съчувствието на хората и поддържайки мира във Флоренция. През 1458 г. създава Съвета на стоте. Най-накрая наречен pater patriae за забележителното разкрасяване и развитие, което даде на града, Козимо умира, оставяйки държавата в ръцете на сина си Пиеро (1416 – 1469). Той е мъдър владетел, но болестта, която му печели прозвището Подаграта, му позволява да ръководи управлението на града само пет години.

#### Лоренцо Великолепни
Мотото на династията е „Кралят властва над народа, но Бог властва над всички“. Семейство Медичи се славят и като покровители на таланти. Лоренцо Великолепни подкрепя силно изкуствата, а един от близките му приятели до смъртта му през 1492 г. е Сандро Ботичели. Няколко десетилетия по-късно по разпореждане на Козимо I Медичи, потомък на брата на Козимо Стария – Лоренцо, е построен дворецът Уфици (с активното участие на Джорджо Вазари), първоначално като седалище на флорентинските магистрати. По-късно фамилия Медичи го превръща в галерия и го отваря за посетители. Днес галерията Уфици е един от най-прочутите световни музеи на изкуствата.
Фигурата на Лоренцо Великолепни (* 1449, † 1492), син на Пиеро, последователно е обект на възхвала или на преразглеждане с течение на времето. Възпитан като принц, той се ражда със съдбата, вече белязана от неговия герб; той идва на власт след смъртта на баща си, без големи сътресения. Женен за римската благородничка Клариса Орсини, той е първият от Медичите, който свърза името си със синя кръв. На 29-годишна възраст, след девет години управление, той претърпява най-сериозното нападение в историята на Медичите, т. нар. Конспирация на Паци, при който е убит брат му Джулиано, а самият той е ранен, едва избягвайки смъртта. След заговора, в който някои от флорентинските му противници участвата с подкрепата на папата и други италиански държави, народът на Флоренция застава още по-ясно на негова страна. Неговите поддръжници (наричани Палески или Биджи във връзка с „топките“ в герба на Медичите) наказват строго отговорните, давайки възможност на Лоренцо да централизира още повече властта в ръцете си чрез реформа на републиканските институции, които му стават подчинени.
Лоренцо е въплъщение на принца на Хуманизма. По време на неговото управление властта на Медичите е един от основните даващи тласък полюси за раждането и развитието на Ренесанса: господарите на Флоренция са третирани като суверени от другите европейски монарси, а художественият и културен живот на Флоренция през XV век е отправна точка за цяла Европа, благодарение и на неуморната работа за културно насърчаване, извършена от Лоренцо Великолепни. Политически той се погрижва да запази баланса на италианските държави чрез опазването на Италианската лига, насърчавана от неговия дядо, чрез концепцията за мирно съвместно съществуване той гарантира на Италия период на вътрешен мир и развитие. След смъртта му през 1492 г. неговите наследници не са толкова способни, което способство за потапянето на полуострова в разрушителната поредица от конфликти, известни като Италианските войни, които отбелязват все по-голямата маргинализация на италианските държави в Европа на великите национални сили.
Голям финансист и политик, Лоренцо също обича да се забавлява с поезия и литература. Неговата литературна личност е със значителен ръст, до такава степен, че замъглява дори политическата му роля. Той също така се занимава с философия, колекционерство и винаги храни страстна любов към изкуствата като цяло, за чиято основна роля като инструмент за престиж и слава той научава от своите предшественици. Благодарение на неговия интерес Сикстинската капела, поверена преди това на художници от Умбрия като Перуджино, след това е изрисувана от най-добрите флорентински художници, изнасяйки тези изключителни новости на Флорентинския ренесанс в Рим. Заминаването на Леонардо да Винчи за Милано също може да се разглежда в същата светлина.
Обявеният враг на Лоренцо е Джироламо Савонарола, който се сблъсква с културния климат на възстановяването на Античността (което той смята за неоезичество), на централната роля на човека, на свободната мисъл, насърчавана от Лоренцо. Лоренцо го толерира като по-малкото зло, но поддържа отношения на взаимно уважение с него, дотолкова че никога няма открита директна конфронтация между двамата.
След смъртта на Лоренцо през 1492 г. синът му Пиеро отстъпва на краля на Франция Шарл VIII няколко флорентински владения, за което е изгонен от града като изменник на родината. Републиката е възстановена през 1494 г. и едва през 1512 г. Медичите отново я оглавяват.

### Второ прогонване на Медичите (1494 – 1512)
Със смъртта на Лоренцо на власт във Флоренция идва неговият син Пиеро Глупавия или Злочестия (* 1472, † 1503), възпитаван от детството си, за да изпълнява ролята на баща си. Всички очи в града са насочени към него и ясно се вижда как всички се опитват да разберат дали той притежава необходимото, за да се справи с длъжността, която заема. Въпреки това мирът, поддържан от Лоренцо, се пропуква със смъртта му и две години по-късно кралят на Франция Шарл VIII идва в Италия с армията си. Кризата съкрушава Пиеро: уплашен от суверена и от френската армия, той се съгласява на всички искания на краля, отстъпва четири крепости по границите на Тоскана и отваря вратите на кралството (хронистите, които са най-отрицателно настроени към него, разпространяват новината, че той е целунал пантофите на краля, коленичейки). Обвинен в малодушие и слабост, Пиеро е изгонен от града с присъда от 9 ноември 1494 г. След това градът се превръща в „теократична" държава, управлявана от Джироламо Савонарола. Въпреки това триумфът на доминиканския монах е кратък: поразен от борбите между фракциите и най-вече поразен от опозицията на папа Александър VI, той е отлъчен от Църквата и е осъден на клада от сина му, тогавашния кардинал Чезаре Борджия. Междувременно Флорентинската република плава в лоши води поради трудната международна ситуация.
След смъртта на Пиеро, удавен в река Гариляно през 1503 г., властта на глава на семейството се предава на друг син на Лоренцо, кардинал Джовани де Медичи (* 1475, † 1521), който се завръща във Флоренция през 1512 г., след като побеждава френските съюзници на Луи XII от Флоренция. Заедно с Джовани с него във Флоренция се завръщат брат му Джулиано и Лоренцо – синът на Пиеро Злочестия.
През 1513 г. кардинал Джовани – по-малкият брат на Пиеро, заема папския престол под името Лъв Х. Тогава синът на Пиеро Злочестия – Лоренцо де Медичи (* 1492, † 1519), и братовчед им кардинал Джулио де Медичи (* 1478, † 1534) (син на брата на Лоренцо Великолепни – Джулиано), възстановяват властта си във Флоренция. Папата дава на Лоренцо Херцогството Урбино и му урежда брак с Магдалена дьо ла Тур д’Оверн – роднина на френския кралски двор. След смъртта на Лоренцо през 1519 г. властта остава в ръцете на Джулио до 1523 г., когато той става папа под името Климент VII. Тогава Флорентинската република се оглавява от Алесандро де Медичи (* 1510, † 1537) – незаконен син на Лоренцо, и от кардинал Иполито де Медичи (* 1511, † 1535), незаконен син на Джулиано ди Лоренцо де' Медичи.

### Папи Медичи

#### Лъв X
Братът на Пиеро Злочестия, Джовани де Медичи (* 1475, † 1521), благодарение и на подкрепата на партията Орсини, към която принадлежи майка му Клариса, е избран за папа с името Лъв X на 9 март 1513 г. и той е римски папа до 1 декември 1521 г. Управлението на Флоренция сега се провежда във Ватиканския дворец вместо в Палацо Векио. Лъв, запомнен сред най-величествените папи на римската курия (или най-разточителният според клеветниците), е голям покровител на художниците (особено на Рафаело Санцио и Микеланджело Буонароти) и е непотист без угризения. Докато с голямо задоволство брат му Джулиано е изпратен от краля на Франция, където благодарение на неговите услуги получава първата благородническа титла – „херцог на Немур“, неговият племенник Лоренцо (единственият син на Пиеро) е изпратен от чичо му папа в скъпа и безполезна война срещу Франческо дела Ровере, господар на Урбино, в края на която е коронясан за херцог на Урбино. И двамата имат съпруги от високо потекло и донасят в Палацо Медичи-Рикарди във Флоренция дворцов етикет и онези изключително изтънчени маниери на висшето общество, които нямат много общо с тържествената простота на Козимо Стари. Но триумфът на Лъв X не трае дълго, защото и Джулиано, и Лоренцо умират в началото на тридесетте си години от болести, влошени от наследственото предразположение към подагра, типично за основния клон на семейството. За двамата си потомци, които обича толкова много, Лъв X кара Микеланджело да построи Новата сакристия в базиликата Сан Лоренцо. Папата също умира внезапно на 46 години.

#### Климент VII
След първоначалния момент срещу Медичите, в Рим е избран папа реформатор – фламандецът Адриан VI, който да може да се бори и да поправи разрива, роден по времето на Лъв X с разцеплението на протестанската Реформация. Поведението му обаче, може би твърде екстремистко, не се харесва на Курията, която, след внезапната му смърт след само една година понтификат, решава да избере за папа нов Медичи, кардинал Джулио де Медичи (* 1478, † 1534), син на Джулиано (брат на Лоренцо Великолепни), убит в Заговора на Паци, и вече сред най-доверените съветници на братовчед си Лъв X. Той е папа от 19 ноември 1523 до 25 септември 1534 г.
Джулио, под името Климент VII, делегира управлението на Флоренция на кардинал Силвио Пасерини, докато има въпрос кой да стане новият господар на града: кардинал Иполито де Медичи (* 1511, † 1535), извънбрачен син на Джулиано II де Медичи, херцог на Немур, или Алесандро де Медичи (* 1510, † 1537), син на Лоренцо II де Медичи, роден от страстта му с робиня мулатка. Пристрастието на папата към Алесандро, изтъкван от мнозина като син на самия папа, роден, когато той все още е кардинал, е такова, че да благоприятства избора му въпреки лошата му репутация и ниското уважение, което флорентинците имат за него.
Климент има едно от най-трудните папства в историята: след като избира съюза с французите, а не с новия император Карл V, с обичайната възможност за отмяна на съюзите според най-голямата печалба, императорът изобщо не го харесва, организира германо-испанска армия с огромните ландскнехти и тръгва към Рим в нещо като протестантски кръстоносен поход срещу покварата на папството. Джовани дале Банде Нере, единственият ценен кондотиер на семейството, се опитва да блокира ландскнехтите, но умира в големи страдания, след като е ударен от аркебуз в битка край река По.
С новината за разграбването на Рим (1527 г.), самите флорентинци се разбунтуват срещу Алесандро, изгонвайки него и всички Медичи от града (Трето прогонване на Медичите). Климент също претърпява последствията от ужасното плячкосване на града от ландскнехтите: то, свирепо и отвратително, става още по-жестоко от факта, че нападателите принадлежат към лутеранската религия, дотолкова че самият император е натъжен (може би поради тази причина неговата коронация, няколко години по-късно, е отпразнувана в Болоня поради опасения от реакцията на римляните). На 5 юни самият понтифекс е пленен; на 26 ноември са ратифицирани споразуменията с императора: като гаранция императорът получава шестима заложници, пристанищата на Остия и Чивитавекия и градовете Форли и Чивита Кастелана. През декември папата е освободен с обещанието за високо обезщетение: той трябва да плати на принца на Оранж 400 000 дуката, от които 100 000 незабавно, а останалите в рамките на три месеца; договорено е и предоставянето на Парма, Пиаченца и Модена. Климент VII, за да избегне съобразяването с условията, наложени от императора, напуска Рим и на 16 декември 1527 г. се оттегля в Орвието и по-късно във Витербо. Император Карл, натъжен от обрата на събитията, изпраща пратеници до папата, за да се поправи за епизода: в крайна сметка папата, без да го държи пряко отговорен, му прощава.
И така, след тези споразумения, около края на 1529 г., е сключен Мирът от Барселона, според условията на който папата на 24 февруари 1530 г. официално коронясва Карл V за император в Болоня като публичен знак за помирение между папството и империята. В замяна Карл се ангажира да възстанови господството на семейство Медичи във Флоренция, сваляйки Флорентинската република, и да предостави Бургундия на Франческо I, който в замяна обещава да не се интересува от италианските дела. Следователно Карл V помага на Климент VII да отвоюва Флоренция от семейство Медичи, с известната обсада от 1529 – 1530 г. от императорските войски, която завършва с превземането на града и инвеститурата на Алесандро като херцог, което окончателно утвърждава господството на Медичи над града. Алесандро де Медичи също се жени за Маргарита, извънбрачна дъщеря на Карл V. Но докато бурята утихва, отказът да се предостави анулирането на брака на английския крал Хенри VIII се превръща в допълнителен конфликт с папата и инициира Англиканската схизма.

### Катерина де Медичи
Катерина де Медичи (* 1519, † 1589), която губи баща си Лоренцо II де Медичи малко след раждането си 1589 г., е любимата племенница на папа Климент VII. Има преговори за възможен неин съпруг с множество италиански и европейски благороднически семейства. Въпреки че мнозина критикуват неотдавнашното благородничество на Катерина, нейната княжеска зестра и родство с настоящия папа се харесват на също толкова много хора. За голямо удовлетворение на Климент тя се омъжва за бъдещия крал на Франция Анри II, второроден син на Франсоа I. Този брак предизвиква много противоречия, но Франсоа I упорства в избора си, позовавайки се на факта, че Катерина никога не би станала кралица на Франция, тъй като е съпруга на втория син. Но нещата се обръщат иначе и след ранната смърт на дофина Франсоа III Катерина става кралица на Франция, когато нейният съпруг става крал на 31 март 1547 г. и е такава до 10 юли 1559 г.
Тя е майка на кралете Франсоа II, Шарл IX и Анри III, и на кралиците Елизабет (кралица на Испания) и Маргьорит (кралица на Навара и на Франция). Първо кралица, а след това регентка на Франция, Катерина де Медичи е емблематична фигура на XVI век. Името ѝ е свързано с религиозните войни, срещу които се бори през целия си живот. Поддръжник на гражданската толерантност, тя се опитва многократно да следва политика на помирение с помощта на своите съветници, включително известния Мишел дьо л'Опитал.
Мрачна легенда, която я преследва от незапомнени времена, я описва като строга, привързана към властта и дори зла. Въпреки това Катерина де Медичи е постепенно преоценена от историците, които днес я признават за една от най-великите кралици на Франция. Нейната роля в клането във Вартоломеевата нощ обаче все още допринася за превръщането ѝ в противоречива фигура и днес.

### Алесандро де Медичи
Алесандро де Медичи (* 1510, † 1537), известен като Ил Моро (Мавъра) поради тъмния цвят на кожата поради мулатския си произход, е номиниран за херцог от император Карл V, окончателно затваряйки вековния сезон на Флорентинската република и нейната свобода. Управлението е централизирано само в негови ръце и възходът му е установен и от обещанието за брак с Маргарита, извънбрачна дъщеря на императора. Въпреки това новият херцог е тъжно известен със своя порочен и жесток характер, белязан от ексцесии: той е винаги придружаван от колона императорски гвардейци, свикнали да тероризират гражданите с внезапни и объркващи действия.
Неговият братовчед Лоренцино де Медичи (* 1514, † 1548), свикнал да живее наравно с Алесандро, е изненадан, че трябва да се подчинява на новия му ранг (нещо повече, отношенията на съучастие/омраза и взаимна завист между двамата, със сходен „прокълнат“ характер, са мистифицирани или омаловажавани от историците от време на време и вероятно никога няма да се познават поради липсата на документация). През януари 1537 г. Лоренцино, по-късно известен като Лоренцачо, устройва капан за своя братовчед, който му се представя без охрана. Алесандро, намушкан от убиеца, платен от Лоренцачо, умира на 26-годишна възраст, оставяйки само извънбрачен син и дъщеря: дори и да са приети за наследяване (което е малко вероятно, тъй като те са извънбрачни деца на извънбрачен), би започнал тежък спор за регентство. Въпреки това Лоренцино също претърпява подобна съдба: бежанец в Северна Италия и след това във Франция от Катерина де Медичи, той се завръща и накрая се установява във Венеция, където го намират наемните убийци на Козимо I, които го намушкват пред къщата на любовницата му (1548 г.).

### Велики херцози на Тоскана
Профренската политика на папа Климент VII предизвиква разграбването на Рим от ландскнехтите и изгонване на Медичите от Флоренция през 1527 г. Тогава папата сключва съюз с императора на Свещената римска империя Карл V и с негова помощ връща Флоренция на Алесандро де Медичи, който се жени за незаконната дъщеря на Карл V Маргарита и получава титлата „херцог на Флоренция“. Разпуснатият живот на Алесандро поражда масово недоволство, намерило израз в организиран заговор. В резултат херцогът е убит от роднината си Лоренцино през 1537 г.
Появата на Велико херцогство Тоскана през втората половина на XVI век бележи времето за Медичите, които стават суверени във всички отношения, обединявайки по-голямата част от Тоскана под своя скиптър, с единственото изключение на независимата Република Лука и Държавата на Президиите под испанско управление.
Управлението на великите херцози Медичи първоначално е просветено като това на техните предци: те засилват търговията, провъзгласяват религиозната толерантност с известните Закони от Ливорно от 1591 – 1593 г. и са покровители на изкуствата и науката, спонсорирайки Галилео Галилей, придворен астроном на Козимо II де Медичи, и основаването през 1657 г., заедно с кардинал Леополдо де Медичи, на Accademia del Cimento (Експериментална академия) – първата научна институция в Европа, която популяризира галилеевия научен метод.
Лошото управление на последните велики херцози и смъртта без наследници на последния суверен на Медичите Джан Гастоне де Медичи през 1737 г. довеждат Великото херцогство в ръцете на Франц I от Лотарингия, съпруг на императрица Мария Терезия Австрийска, оставайки на техните потомци до обединението на Италия през 1861 г. Той се жени за Мария Тереза от Хабсбург, дъщеря на император Карл VI, на 12 февруари 1736 г. и след Войната за полското наследство трябва да отстъпи наследствената си херцогска титла на детронирания крал на Полша Станислав Лешчински, както е посочено в предварителните документи на Виенския договор. В замяна получава правото да наследи титлата на Велик херцог на Тоскана след смъртта на Джан Гастоне де Медичи (1737 г.) – титла, обещана след това на инфанта на Испания Карлос де Бурбон, който обаче се отказва от нея като двойник на австрийското признаване на завоеванието на Бурбоните Две Сицилии. Всъщност за да се гарантира независимостта на Тоскана и да не се превръща в регион на Хабсбургската държава, е решено двете корони да се запазят поотделно, като се запази императорската титла за най-големия син на Дом Хабсбург-Лотарингия, докато титлата на Великия херцог е за втория син.

#### Козимо I
Със смъртта на Алесандро през 1537 г. основният клон на Медичите, този на Козимо Стари, е изчерпан в своите легитимни и нелегитимни разклонения. В общата несигурност, сред предложенията за възстановяване на републиката или за идване на императорски емисар във Флоренция, се появява името на едно 18-годишния Козимо I (* 1519, † 1574), син на Джовани деле Банде Нере и Мария Салвиати, която от своя страна е внучка на Лоренцо Великолепни, следователно пряко свързана със стария фамилен клон. Твърди се, че самите флорентинци са очаровани от мекия и раболепен характер на младия мъж, дотогава израснал в сянка, затова се отказват от всъщност последния шанс да си върнат републиканската свобода. Наследяването е потвърдено с императорската инвеститура (с единствена клауза: оставяне на властта на Съвета).
Не след дълго младият мъж показва лицето си на силен суверен (с битката при Монтемурло срещу републиканците, водени от Филипо Строци), а на моменти дори е тираничен и безмилостен. Като умел политик той си поставя за цел да превърне Тоскана в държава и се стреми към абсолютна власт. Натрупва значителни средства, създава морски флот и завоюва Сиена. Той държи държавата в продължение на 37 години, често прибягвайки към диктаторското използване на терора: завоюването на Република Сиена е една от най-черните страници на неговото управление. Според различните източници обаче преценката варира доста: според Франко Кардини например той е мъдър и далновиден суверен, който безспорно е осъществявал разумно управление на държавата, финансово способен и насърчаващ икономическите дейности, и на изкуствата (с раждането на истинска школа от „придворни художници" като Аньоло Брондзино, Джорджо Вазари и др.).
След като се мести в Палацо дела Синьория (сякаш за да подчертае, че управленческата власт и неговата личност са едно и също нещо), той е първият благородник от семейството, който може да се радва на този статут за дълго време: има високопоставен съпруга – красивата и изтънчена Елеонора ди Толедо, дъщеря на вицекраля на Неапол, и истински дворец, този на Палацо Пити, специално разширен за него и двора му. От 1569 г. той получава титлата на Велик херцог от папата за придобитото господство над Тоскана и е коронясан в Рим. Верен на семейната традиция, Козимо I покровителства Просвещението и възражда Пизанския университет.

#### Франческо I
Вторият велик херцог на Тоскана е най-големият син на Козимо I, Франческо I де Медичи (* 1541, † 1587). Понякога подобен на баща си, понякога разпуснат и деспотичен, той има по-мрачна жилка, която го кара да прекарва периоди на самота, с необуздана страст към всичко, което е мистериозно и окултно в знанието на времето. Не е случайно, че именно той кара да изградят емблематичното Studiolo в Палацо Векио, пропито с инициаторската и алхимична култура на онова време, или великолепната Вила ди Пратолино (във Валя), където всичко е изненада и чудо за петте сетива. Той също купува Вила Ла Маджия (в Куарата) през 1581 г. на склоновете на Моналбано.
Неговият дом вече е наравно с другите европейски владетелски домове, всъщност той получава за съпруга не коя да е, а сестрата на император Максимилиан II, Йохана Австрийска. Бракът между двамата обаче не се оказва щастлив: докато се раждат само дъщери (цели шест) и едно момче, починало в ранна детска възраст, Франческо се влюбва фатално в друга жена, венецианката Бианка Капело, с която той изживява любовна афера, въпреки че самата тя вече е омъжена. В допълнение към неизбежния скандал, държан под контрол единствено от позицията му на държавен глава, Капело е неодобрявана от флорентинците, дори е обвинена в магьосничество, да не говорим за дълбоката омраза от страна на Великото херцогско семейство. След години на укриване и двамата овдовяват и успяват да се оженят през 1579 г. Франческо I се придържа към политиката на баща си, но не разполага с неговия талант и втората му жена успява значително да навреди на финансите на херцогството. Той Покровителства естествените науки и основава Академия дела Круска.
Идилията на Франческо I и Бианка продължава до нощта на октомври 1587 г., когато и двамата умират с интервал от няколко часа с мъчителни спазми, причинени от малария или, според упоритото съмнение, от отровата, разпръсната от кардинал Фердинандо I де Медичи. Тази вековна енигма изглежда разрешена през декември 2006 г., когато токсиколози от университета на Флоренция откриват следи от арсен в останките от чернодробните тъкани на Бианка и Франческо, приложен им в смъртоносна, но не и огромна доза, така че да ги подложи на единадесет дни агония. Въпреки това през 2010 г. група изследователи от университета в Пиза идентифицират Plasmodium falciparum, причинителя на злокачествена малария, в костната тъкан на Франческо I, като по този начин потвърждават, че той е починал от малария.

#### Фердинандо I
Кардинал Фердинандо де Медичи (1549 – 1609), вторият син на Козимо I, се отказва от кардиналството с папско разрешение, когато внезапната смърт на брат му го налага да се изкачи до управлението на Великото херцогство с името Фердинандо I (* 1549, † 1609).
Ако се изключат гореспоменатите сенки около смъртта на брат му, Фердинандо е единственият велик херцог, който успява да си спечели трайна слава: той възстановява реда в страната и възстановява целостта на управлението; насърчава данъчната реформа и подкрепя търговията; насърчава научно-техническия прогрес и извършва грандиозни обществени работи като регенерирането на долината Вал ди Киана и укрепването на пристанището и укрепленията на Ливорно. В това, което тогава е скромно рибарско селище, той изгражда важни инфраструктури, но преди всичко е важен законът, който го обявява за безмитна зона – това привлича бежанци и преследвани от всички средиземноморски страни, карайки населението да расте бързо и по този начин да донесе работна сила, необходими за развитието на това, което скоро става едно от най-натоварените търговски пристанища в mare nostrum.
С Фердинандо I системата от вили на Медичите достига своето максимално разширение и голямо великолепие, също благодарение на сътрудничеството на архитекта Бернардо Буонталенти.
Фердинандо I не е привърженик на тираничната политика. Покровителства науките и изкуството. Грижи се за земеделието и намалява налозите. Търси сближаване на Флоренция с Франция и дава племенницата си Мария де Медичи за жена на краля на Франция Анри IV. Негов приемник е синът му от брака му с Кристина Лотарингска – Козимо II (1609 – 1621).

#### Мария де Медичи
Дъщеря на Франческо I, Мария де Медичи (* 1575, † 1642), благодарение на застъпничеството на своя чичо Велик херцог Фердинандо I, на 25-годишна възраст се омъжва за Анри IV дьо Бурбон, като става втората кралица на Франция от фамилията Медичи след Катерина.
Макар и малко ценена от Анри, Мария успява да повлияе на вътрешната и външната политика на Франция от XVII век. След убийството на съпруга ѝ през 1610 г. тя е назначена за регентка от името на сина им, бъдещият Луи XIII, който е все още дете. Заобиколена от тоскански съветници и придворни (малко обичани от французите), тя съживява отношенията с Испания и се дистанцира от протестантите. След бунтовнически движения тя е изгонена от сина си през 1617 г., след което намира съюзник в лицето на Ришельо, който става кардинал благодарение на нейната подкрепа и влиза в Кралския съвет през 1624 г. След като вижда как съюзите, които е изградила, се обръщат с главата надолу, въпреки твърдата си съпротива, през 1630 г. Мария де Медичи губи всякаква власт и се оттегля.

#### Козимо II
Когато Фердинандо I умира, е наследен от неговия син Козимо II (* 1590, † 1621). Човек с брилянтен интелект и обширна култура, той е болен от туберкулоза, което го довежда до ранната му смърт едва след прага на 30 години. Фигурата му е запомнена с две основни събития. Първо той прави ликвидация и закриване Банката на Медичите, което позволява на семейството да поеме управлението, но което досега се е разглеждало от Великия херцог като дейност, недостойна за един управляващ суверен. Освен това той е приятел, защитник и ученик на Галилео Галилей. През 1610 г. Козимо II позволява на Галилей да се завърне в родината си, давайки му титлата на Главен математик и философ на Великия херцог, и продължава да го подкрепя дори по време на процеса, заведен срещу него от Конгрегацията за доктрината на вярата. Този оживен научен интерес е лайтмотив на всички потомци на големия херцогски клон на Медичите, основатели на академии и покровители на учени, и действа като контрапункт на покровителството на изкуствата, типично за клона Кафаджоло.

### Упадък
Управлението на Козимо II с неговите планове за завоюване на Испания и Изтока е началото в упадъка на Флоренция. Неизменно остава само покровителството на науката – той закриля Галилео Галилей. Традицията продължава и при сина му Фердинандо II (* 1621, † 1670). По негово време Тоскана стига до пълна разруха.
Всъщност от XVII век Великото херцогство преживява този период на бавен упадък, който характеризира и останалата част от Италианския полуостров, със стагнация на търговията, чумни епидемии и провинциализъм. Управляващият дом не само не е в състояние да отстрани тези проблеми, но по-скоро ускорява въздействието им с едно посредствено управление, характеризиращо се с нерешителност, неподходящи или непредпазливо договорени уредени бракове и силно влияние на незаинтересовани съветници.
Въпреки това има някои изолирани проблясъци в общата инерция на владетелите, преди всичко благодарение на кардиналите от семейство Медичи: основаването на Академия дел чименто (Експериментална академия) от кардинал Леополдо де Медичи през 1657 г. – първата научна асоциация, която използва Галилеевия експериментален метод в Европа, и на Академия дели Имобили чрез кардинал Джовани Карло де Медичи, която е в основата на първия театър в италиански стил – Ла Пергола, люлка на мелодрамата.
Останалата част се характеризираше с все по-апатично управление, сега далеч от славата на миналото, като дългото управление на Козимо III (* 1642, † 1723), глух за исканията на все по-гладните и бедни хора поради несправедливото обременяване на данъците, на които той отговаря подигравателно с много скъпата испанска пищност на двора. Още по негово време проблемът с наследяването възниква драматично: от тримата му деца най-големият (великият принц Фердинандо) умира от сифилис на 50-годишна възраст без наследници, сестра му Анна Мария Луиза е стерилна, а брат му Джан Гастоне е явно хомосексуален и не е склонен да се ожени. Докато съдбата на Великото херцогство Тоскана се решава на масата от другите европейски суверени, политическото и гражданско превъзходство на семейство Медичи окончателно изчезва. След смъртта му Великото херцогство преминава към Хабсбург-Лотарингите въпреки претенциите на други семейства, свързани с Медичите, на кадетските клонове (включително и на все още съществуващия клон Медичи ди Отаяно) и на нечуваните претенции за възстановяването на Флорентинската република.

#### Семеен пакт
Последният акт на семейството обаче е достоен за славата им: през 1737 г. Анна Мария Луиза де Медичи (* 1667, † 1743) сключва с новите наследници Хабсбург-Лотаринги т. нар. „Семеен пакт“, който установява, че те не могат да транспортират „... или да изнесат от столицата и държавата на Великото херцогство галерии, картини, статуи, библиотеки, бижута и други скъпоценни неща от наследството на Най-светлия велик херцог, за да останат те като украшение на държавата, в полза на обществеността и за привличане на любопитството на чужденците“, както самата тя пише. Пактът не е напълно спазен от новите велики херцози.
Първият велик херцог от династията Лотарингия Франц II Стефан (* 1708, † 1765) получава инвеститурата на Тоскана с императорска диплома от 24 януари 1737 г.; възнамерява да подкрепи съпругата си на императорския трон (първи сърегент, той получава назначението за император през 1745 г.) и поверява управлението на Тоскана на регентство, председателствано от Марк дьо Бово, принц на Кран, като прави само едно посещение в областта (1739). Тоскана, станала по закон феод на империята, в тези ранни години е от политическа и икономическа значимост за двора на Виена. Известното покровителство на Медичите с техните многобройни и известни поръчки внезапно престава: новият Велик херцог пък, наследявайки огромните и забележителни имоти на Медичите, изкупува внушителните колекции, събрани през вековете. По случай посещението на Франц II Стефан във Флоренция, множество произведения на изкуството от дворците на Медичите са прехвърлени във Виена с дълга процесия от каруци, която напусна Порта Сан Гало в продължение на три дни. Това предизвиква възмущението на самите флорентинци, които се смятат за законни наследници на същата принцеса – Анна Мария, последната представителка на фамилията Медичи, която след смъртта си оставя имуществото и частните си колекции на град Флоренция, като по този начин се образува първото ядро на Палатинската галерия в Палацо Пити.
Семейният пакт все пак позволява на Флоренция да не загуби повечето от произведенията на изкуството и да не претърпи съдбата на Мантуа или Урбино, които, когато изчезват Гондзага или Дела Ровере, са буквално изпразнени от художествени и културни съкровища. Ако многото шедьоври в Уфици, Палацо Пити, Библиотека Лауренциана и др. все още могат да се възхищават във Флоренция, а не във Виена или в някой друг град, това със сигурност се дължи на мъдростта, и на прозорливостта на Анна Мария Луиза де Медичи.

## Представители
Следва списък на представителите на Медичите на различни престижни постове (в скоби са посочени годините на заемане):

### Римскипапи
- папа Лъв X (1513 – 1521) – Джовани де Медичи, който е известен преди всичко с издадената була срещу Мартин Лутер
- папа Лъв XI (1605) – Алесандро Отавиано де Медичи, който заема папския престол по-малко от месец
- папа Климент VII (1523 – 1534) – Джулио Дзаноби де Медичи
- папа Пий IV (1559 – 1565) – Джовани Анджело де Медичи.

### Гонфалониери на правосъдиетона Флоренция
- Ардинго (1296)
- Гучо (1298 – 1299)
- Аверардо (1314)
- Салвестро (1378)
- Джованни I ди Бичи (1421)
- Козимо I Старши (1435, 1439)
- Пиеро I (1461)
- Алесандро (1531 – 1532)

### Господари на Флоренция
- Козимо Стари (1434 – 1464)
- Пиеро Подагрения (1464 – 1469)
- Лоренцо Великолепни (1469 – 1492)
- Пиеро II Злочестия (1492 – 1494)
- Джовани (1512 – 1513), бъдещ папа Лъв X
- Джулиано II (1513 – 1516)
- Лоренцо II (1516 – 1519)
- Джулио (1519 – 1523), бъдещ папа Климент VII
- Иполито (1523 – 1527)
- Алесандро (1523 – 1527; 1530 – 1532)

### Генерални капитани на Флорентинската република
- Джулиано II (1513 – 1516)
- Лоренцо II (1516 – 1519)
- Джулио (1519 – 1523)

### Херцози наФлорентинската република
- Алесандро (1532 – 1537)
- Козимо I (1537 – 1569)

### Велики херцози на Тоскана
- Козимо I (1569 – 1574)
- Франческо I (1574 – 1587)
- Фердинандо I (1587 – 1609)
- Козимо II (1609 – 1621)
- Фердинандо II (1621 – 1670)
- Козимо III (1670 – 1723)
- Джан Гастоне (1723 – 1737)

### Кралици на Франция
- Катерина (1547 – 1559)
- Мария (1610 – 1617)

## Изкуството при Медичите
Медичите превръщат Флоренция в един от световните културни центрове на Ренесанса и там са създадени голям брой произведения на изкуството. Те покровителстват художници и архитекти, и са щедри меценати и разточителни „потребители“ на изкуство. Галерията „Уфици“, съдържаща огромно количество шедьоври, е била собственост на династията. През XVIII век последната представителка на рода Анна Мария Луиза де Медичи подарява тези богатства на град Флоренция.

### Художници, работили за Медичите
Сред художниците, работили за Медичите, са:
- Андреа дел Верокио: скулптор и живописец: надгробната плоча на Козимо де Медичи (1465), скулптурната група „Уверението на Тома" (1476 – 1483), гробницата на Пиеро и Джовани де Медичи, скици на щандартите и рицарски доспехи за турнири на Лоренцо де Медичи, скулптура „Момче с делфин" за фонтана на Вила Медичи в Кареджи.
- Микеланджело: работи за Лоренцо Великолепни: фасадата на семейната църква на Медичите „Сан Лоренцо“ във Флоренция, Новата сакристия (Капела „Медичи“), гробницата на Джулиано и Лоренцо де Медичи Великолепни и др.
- Беноцо Гоцоли: фрески за Медичите в двореца „Медичи-Рикарди“.
- Сандро Ботичели: картините „Поклонението на влъхвите“, където са изобразени представители на рода и техни приятели (1475 – 1478), „Портрет на Джулиано де Медичи“, „Палада и кентавърът“, „Пролетта“ и др.
- Бенвенуто Челини: работил за Козимо де Медичи.
- Джамболоня: Паметник на Козимо I де Медичи на кон, Меркурий Медичи.
- Аньоло Брондзино: придворен портретист на Козимо I де Медичи.
- Лука Джордано: фрески в двореца „Медичи-Рикарди“.
- Джорджо Вазари: построява двореца Уфици (1560 – 1585) за административен офис на флорентинските магистрати (Коридор „Вазари“ свързва двореца с Палацо Пити; там днес са окачени портрети на много известни художници). Той е автор на много от фреските в Палацо Векио във Флоренция и в Кралската зала във Ватикана.
- Фра Филипо Липи: Олтарният образ на Св. Михаил и др.
- Фра Беато Анджелико: Олтарът на Свети Марк (1438 – 1440) за манастира „Сан Марко“.
- Понтормо: стенописи във вилата на Медичите в Поджо а Каяно (1519 – 1521) и др.
- Рафаело: Портрет на папа Лъв X с кардиналите Джулио де Медичи и Луиджи де Роси.
- Тициан: Портрет на Иполито де Медичи.

### Архитекти и здания
- Дворец „Медичи-Рикарди“ (1444 – 1460) – арх. Микелоцо
- Палацо Векио (Палацо дела Синьория)
- Капела „Медичи“ в църквата „Сантисима Анунциата“ – арх. Микелоцо
- Дворец „Пити“ – арх. Филипо Брунелески. Придобит като собственост на семейството от Елеонора от Толедо, съпруга на Козимо I.

- Нова сакристия (Параклиси на Медичите) в църквата „Сан Лоренцо“ – Микеланджело Буонароти.
- Вили на Медичите, сред които Вила Медичи в Кареджи, една от най-старите вили, принадлежали на семейството. Намира се в леко хълмиста зона на предградието Кареджи на Флоренция, на ул. „Гаетано Пиерачини“ 17, и Вила „Пратолино“, днес Вила „Демидоф“, в Пратинолино (Валя)

- Палацо „Медичи-Рикарди“
- Палацо Векио
- Нова сакристия: Микеланджело, Гробница на Лоренцо де Медичи, херцог на Урбино
- Нова сакрестия: Микеланджело, Гробница на Джулиано де Медичи, херцог на Немур
- Вила Медичи в Кареджи
- Вила Пратолино

## Фамилно дърво (1360 – 1675)
```
 
Джовани ди Бичи де Медичи
 (1360 – 1429)
│
├─Антонио де Медичи (? – 1398)
│
├─
Дамиано де Медичи
 (1389 – 1390)
│
├─
Козимо де Медичи
 (Стари) (1389 – 1464)
│ │
│ ├─
Пиеро I де Медичи
 (Подагрения) (1416 – 1469), господар на 
Флоренция

│ │ │
│ │ ├─
Лоренцо де Медичи
 (Великолепни) (1449 – 1492), господар на Флоренция
│ │ │ │
│ │ │ ├─
Лукреция де Медичи
 (1470 – 1550)
│ │ │ │ │
│ │ │ │ ├─
Мария Салвиати
 (1499 – 1543), съпруга на 
Джовани дале Банде Нере

│ │ │ │ │
│ │ │ │ └─
Франческа Салвиати
 (1504 – ?), съпруга на 
Пиеро Гуалтероти
 и 
Отавиано де Медичи

│ │ │ │ │
│ │ │ │ └─
Алесандро Отавиано де Медичи
 (1535 – 1605), папа Лъв XI
│ │ │ │
│ │ │ ├─
Пиеро II де Медичи
 (Злочестия) (1471 – 1503), господар на Флоренция
│ │ │ │ │
│ │ │ │ ├─
Лоренцо II де Медичи
 (1492 – 1519), херцог на 
Урбино

│ │ │ │ │ │
│ │ │ │ │ ├─
Алесандро де Медичи
 (Мавъра) (1510 – 1537), херцог на 
Флоренция

│ │ │ │ │ │ │
│ │ │ │ │ │ ├─
Джулио де Медичи
 (ок. 1533 – 1600)
│ │ │ │ │ │ │ │
│ │ │ │ │ │ │ └─Козимо де Медичи (?–?)
│ │ │ │ │ │ │ │
│ │ │ │ │ │ │ └─Анджела/
Анджелика де Медичи
 (1608 – 1636)
│ │ │ │ │ │ │
│ │ │ │ │ │ └─
Джулия де Медичи
 (ок. 1535 – ?)
│ │ │ │ │ │
│ │ │ │ │ └─
Катерина де Медичи
 (1519 – 1589), жена на 
Анри II
 – крал на Франция
│ │ │ │ │
│ │ │ │ └─
Клариса де Медичи
 (1493 – 1528)
│ │ │ │
│ │ │ ├─
Мадалена де Медичи
 (1473 – 1528)
│ │ │ │
│ │ │ ├─ 
Джовани ди Лоренцо де Медичи
 (1475 – 1521), папа Лъв X
│ │ │ │
│ │ │ ├─
Джулиано II де Медичи
 (1479 – 1516), 
херцог на Немур

│ │ │ │ │
│ │ │ │ └─
Иполито де Медичи
 (1511 – 1535), кардинал
│ │ │ │
│ │ │ └─
Контесина де Медичи
 (?–1515), съпруга на 
Пиеро Ридолфи

│ │ │
│ │ └─
Джулиано де Медичи
 (1453 – 1478)
│ │ │
│ │ └─
Джулио де Медичи
 (1478 – 1534), папа Климент VII
│ │
│ ├─
Джовани де Медичи
 (1421 – 1463)
│ │ │
│ │ └─Козимо де Медичи (1452 – 1461)
│ │
│ └─
Карло де Медичи
 (1430 – 1492)
│
└─
Лоренцо де Медичи
 (Старши) (1395 – 1440)
  │
  └─
Пиерфранческо I де Медичи
 (Стари) (1431 – 1476)
    │
    ├─
Лоренцо де Медичи ил Пополано
 (1463 – 1503), господар на 
Пьомбино

    │ │
    │ └─
Пиерфранческо де Медичи
 (Млади) (1487 – 1525)
    │ │
    │ ├─
Лаудомия де Медичи
 (1463 – ?)
    │ │
    │ ├─
Лоренцино де Медичи
 (1514 – 1548) (наричан също и Лоренцачо)
    │ │
    │ ├─
Джулиано де Медичи
 (ca. 1520 – 1588), архиепископ
    │ │
    │ └─
Мадалена де Медичи
 (?–1583)
    │
    └─
Джовани де Медичи ил Пополано
 (1467 – 1498)
      │
      └─Джовани де Медичи (
Джовани дале Банде Нере
) (1498 – 1526), най-известният военен сред Медичите
        │
        └─
Козимо I де Медичи
 (1519 – 1574), 
Велик херцог на Тоскана

          │
          ├─
Бия де Медичи
 (1537 – 1542)
          │
          ├─Мария де Медичи (1540 – 1557)
          │
          ├─
Франческо I де Медичи
 (1541 – 1587), 
Велик херцог на Тоскана

          │ │
          │ ├─
Елеонора де Медичи
 (1566 – 1611), съпруга на 
Винченцо I Гондзага
, херцог на Мантуа
          │ │
          │ ├─Ромола де Медичи (1568 – 1568)
          │ │
          │ ├─Анна де Медичи (1569 – 1584)
          │ │
          │ ├─Изабела де Медичи (1571 – 1572)
          │ │
          │ ├─Лукреция де Медичи (1572 – 1574)
          │ │
          │ ├─
Мария де Медичи
 (1573 – 1642), съпруга (1612) на 
Анри IV
- крал на Франция
          │ │
          │ ├─
Антонио де Медичи
 (1576 – 1621), осиновен
          │ │
          │ └─Филипо де Медичи (1577 – 1582)
          │
          ├─
Изабела де Медичи
 (1542 – 1576)
          │
          ├─
Джовани II де Медичи
 (1543 – 1562), епископ на 
Пиза
 и кардинал
          │
          ├─
Лукреция де Медичи
 (1545 – 1561), съпруга (1560) на 
Алфонсо II д'Есте
, херцог на 
Ферара
 и 
Модена

          │
          ├─Пиетро (Педрико) де Медичи (1546 – 1547)
          │
          ├─
Гарсия де Медичи
 (1547 – 1562)
          │
          ├─Антонио де Медичи (1548 – 1548)
          │
          ├─
Фердинандо I де Медичи
 (1549 – 1609), 
Велик херцог на Тоскана

          │ │
          │ ├─
Козимо II де Медичи
 (1590 – 1621), Велик херцог на Тоскана │ │ │
          │ │ ├─
Мария Кристина де Медичи
 (1609 – 1632)
          │ │ │
          │ │ ├─
Фердинандо II де Медичи
 (1610 – 1670), Велик херцог на Тоскана
          │ │ │ │
          │ │ │ ├─Козимо де Медичи (1639 – 1639)
          │ │ │ │
          │ │ │ ├─
Козимо III де Медичи
 (1642 – 1723), Велик херцог на Тоскана
          │ │ │ │ │
          │ │ │ │ ├─
Фердинандо III де Медичи
 (1663 – 1713)
          │ │ │ │ │
          │ │ │ │ ├─
Анна Мария Луиза де Медичи
 (1667 – 1743)
          │ │ │ │ │
          │ │ │ │ └─
Джан Гастоне де Медичи
 (1671 – 1737), Велик херцог на Тоскана
          │ │ │ │
          │ │ │ └─
Франческо Мария де Медичи
 (1660 – 1711), кардинал
          │ │ │
          │ │ ├─
Джовани Карло де Медичи
 (Джанкарло) (1611 – 1663), епископ на 
Сабина
, кардинал от 1644 г.
          │ │ │
          │ │ ├─
Маргарита де Медичи
 (1612 – 1679), съпруга (1628) на 
Одоардо I Фарнезе
, херцог на 
Парма

          │ │ │
          │ │ ├─
Матиас де Медичи
 (1613 – 1667)
          │ │ │
          │ │ ├─
Франческо де Медичи
 (1614 – 1634)
          │ │ │
          │ │ ├─
Анна де Медичи
 (1616 – 1676), съпруга на 
ерцхерцог
 
Фердинанд Карл Австрийски-Тиролски

          │ │ │
          │ │ └─
Леополдо де Медичи
 (1617 – 1675), кардинал от 1667 г.
          │ │
          │ ├─Елеонора де Медичи (1591 – 1617)
          │ │
          │ ├─
Катерина де Медичи
 (1593 – 1629), съпруга на 
Фердинандо Гондзага
, херцог на 
Мантуа

          │ │
          │ ├─
Франческо де Медичи
 (1594 – 1614)
          │ │
          │ ├─
Карло де Медичи
 (1595 – 1666)
          │ │
          │ ├─
Филипо де Медичи
 (1599 – 1602)
          │ │
          │ ├─
Лоренцо де Медичи
 (1600 – 1648)
          │ │
          │ ├─
Мария Магдалена де Медичи
 (1600 – 1633)
          │ │
          │ └─
Клавдия де Медичи
 (1604 – 1648), съпруга (1620 – 1622) на 
Федерико Убалдо дела Ровере
, единствен син на херцога на 
Урбино
, и по-късно (1626) на ерцхерцог 
Леополд V
 от Австрия (Хабсбург)
          │
          ├─
Анна де Медичи
 (1553 – 1553)
          │
          ├─
Пиетро де Медичи
 (1554 – 1604)
          │
          ├─(дъщеря, която умира без име) (1566 – 1566)
          │
          ├─Джовани де Медичи (1567 – 1621)
          │
          └─
Вирджиния де Медичи
 (1568 – 1615), съпруга на 
Чезаре д'Есте
, херцог на 
Модена
```

- Генеалогично дърво на семейство Медичи

## Други семейни клонове
В допълнение към по-известния основен клон на Джовани ди Бичи, разделен на клон Кафаджоло (Cafaggiolo) (на Козимо Стари) и на клон Пополано (Popolano) (на Лоренцо Стари), обединени в един клон, наречен Великохерцогски (Granducale) с Козимо I, има също други производни клонове, чието разделение датира отпреди XIV век, с братовчедите на Джовани ди Бичи, баща му Аверардо де Медичи и др. Сред тези клонове три други са получили благородничество или други почести с течение на времето. Към 2022 г. действащите са само два.
- Клон Медичи ди Граняно (Medici di Gragnano): Неаполитански клон вероятно е този от Граняно, където от 1269 г. е документиран някой си Гулиелмо, „съдия и събирач на данъци" в Граняно – град, където семейството се установява, за да избяга от войните, които разкъсват от много години Флоренция[12]. Наред с грижата за феодалните интереси родът успява да си осигури високи йерархични позиции в политическата, административната, правната и религиозната сфера. Преди всичко изпъват Дамяно Неаполитански, роднина на кралица Джована I през 1343 г., Марино (или Маринело), номиниран през 1447 г. от Алфонсо V Арагонски за „частен войник и господар на земята на Хидрунтия в провинция Базиликата“, Стефано, управител на Маса (преди 1522 г.) и Соренто, Кола (или Никола), архиепископ на Реджо през 1284 г., Асканио, архиепископ на Граняно от 1579 г. до 1594 г., Камило, известен юрист (1543 – 1598 г.) и кавалер-комендатор на Ордена на Свети Стефан, който успява да се самоувековечи в гробницата си в поръчания от него Параклис на Медичи ди Граняно в една от най-престижните църкви на неаполитанското административна институция Монтаня – „Св. св. Северин и Сосий“. И до днес архитектурни находки, разпръснати из църквите на Граняно, подчертават мястото на клона в града: църквите „Сан Марко“ (техният мавзолей), „Успение Богородично“, Corpus Domini, „Св. Тома от Кентърбъри“, Кармелитският манастир и Манастирът на босите августинци.[13] През 1863 г. историкът Ф. С. Лигуори обявява клона за напълно изчезнал.[14]
- Клон Бонино ди Филипо (Bonino di Filippo)
- Клон Аламано ди Филипо (Alamanno di Filippo)
- Клон Бернардо ди Джамбуоно (Bernardo di Giambuono)
- Клон Франческо ди Джовенко (Francesco di Giovenco): от сина на Джовенко († 1320), Франческо, произлиза клон от патриции, който изчезва през 1820 г.
- Клон Виери ди Камбио (Vieri di Cambio): Клонът на Виери де Медичи (* 1323, † 1395) е първият, който постига успех във финансовата дейност и поради безупречното си поведение е единственият, с този на Джовани ди Бичи, който не претърпява 20-годишна забрана от държавен пост след някои инциденти, включващи другите размирни Медичи. Загубили икономическото си първенство, неговите потомци живеят в сянката на по-значимите си роднини. Клонът отмира през 1732 г.
- Клон Силвестро ди Аламано (Salvestro di Alamanno): От Киарисимо де Медичи (* ок 1167, † 1210), брат на прапрадядото на Аверардо де Медичи (* 1270, † 1319), произлиза пети клон, този на Салвестро де Медичи (* ок 1331, † 1388), който изчезва в съответните подклонове няколко пъти: през 1620 г., в първата половината на XVIII век и накрая около 1770 г.
- Клон Медичи ди Дзара (Medici di Zara)
- Клон Кастелина Торнакуинчи (Castellina Tornaquinci): от Джовенко де Медичи († 1320), чичо на Джовани ди Бичи, и неговия най-голям син Джулиано († 1377) произлизат клонът Медичи Торнакуинчи, с Рафаеле де Медичи, който през 1628 г. става първият маркиз на Кастелина; с шестия маркиз Франческо Джузепе де Медичи, който се жени за Маргарита Торнакуинчи, като от 1730 г. техните потомци приемат фамилията „Медичи Торнакуинчи“ (Medici Tornaquinci). Клонът съществува и днес: Джулиано е 15-ият маркиз от 1977 г. насам.
- Клон Бернардето ди Антонио (Bernardetto di Antonio)
- Клон Медичи ди Отаяно (Medici di Ottajano): От сина на Джовенко († 1320), Антонио, след три поколения произлиза друг неаполитански клон – този на Медичи ди Отаяно. Отавиано де Медичи (* 1484, † 1546) се жени в първия си брак за Бартоломея Джуни, дъщеря на Аламано Джуни, от която има две деца – Костанца, графиня на Доноратико, и Бернардето де Медичи († 1579). Във втори брак Отавиано де Медичи се жени за Франческа Салвиати (дъщеря на Якопо и Лукреция де Медичи и леля на Козимо I), от която има син, Алесандро де Медичи (* 1535, † 1605), който през 1605 г. е избран за папа с името Лъв XI. Този понтификат, който може да донесе голям престиж на този клон, обаче продължава само 26 дни. Бернардето де Медичи купува през 1567 г. от Чезаре Гондзага ди Молфета господарството над важния и голям феод Отаяно (сегашно Отавиано) близо до Неапол, давайки началото на клона Медичи ди Отаяно. Този клон има някои бракове с главния клон на Медичите. Всъщност Франческа Салвиати също е внучка на Лоренцо Великолепни. Бернардето де Медичи се жени за Джулия де Медичи, извънбрачна дъщеря на херцог Алесандро де Медичи и Маргарита Австрийска, вдовица на Франческо Кантелмо и внучка на Катерина де Медичи (кралица на Франция). През 1609 г. племенникът на Бернардето и Джулия де Медичи, дон Бернардо (* 1583, † 1615), получава титлата „принц на Отаяно“ от краля на Испания, а неговият наследник Джузепе I де Медичи ди Отаяно (* 1635, † 1717) през 1693 г. получава също титлата „херцог на Сарно“ и благодарение на бракове с неаполитанското благородство те получават още други титли. Когато управляващият клон на Медичите в Тоскана изчезва, 4-ият принц на Отаяно, Джузепе II (* 1688, † 1743), през 1737 г. поисква да получи достъп до наследството въз основа на неговите потомци, произлизащи от херцог Алесандро де Медичи чрез дъщеря му Джулия, но молбите му не са приети. Този клон на принцовете Медичи от Отаяно има голямо политическо влияние в Кралство Неапол (след това от 1815 г. Кралство на двете Сицилии). Луиджи де Медичи ди Отаяно (* 1759, † 1830), най-важният държавник на Кралство Неапол (по-късно Кралство на двете Сицилии), принадлежи към това семейство. Последният принц Медичи ди Отаяно по права линия, произлизащ от Бернардето де Медичи, е Дон Джузепе V де Медичи ди Отаяно († 1894), който е 10-ият принц на Отаяно, 8-и херцог на Сарно и 8-и херцог на Миранда. С изчезването на мъжкия клон с Дон Джузепе V титлите на 11-та принцеса на Отаяно, 9-та херцогиня на Сарно и 9-та херцогиня на Миранда преминават (след DM от 10 февруари 1909 г., който потвърждава правото на женския клон) към неговата сестра Дона Анджелика де Медичи ди Отаяно († 1912). Клонът все още съществува чрез династично право на съпътстващ клон. Следователно след Дон Джузепе V де Медичи от Отаяно († 1894) и Дона Анджелика де Медичи от Отаяно († 1912) титлата 12-и принц на Отаяно и 10-и херцог на Сарно, след DM от 20 септември1912 г., е призната на дон Алберто Марино († 1925) (като потомък на дон Марино де Медичи ди Отаяно (* 1774, †1835), по-малък брат на Микеле II (* 1771, † 1832), който е 7-и принц на Отаяно и 5-и херцог на Сарно). След това дон Алберто Марино е наследен от дон Армандо († 1983), който е 13-ият принц на Отаяно и 11-ият херцог на Сарно, а по-късно от дон Джовани Батиста (* 1939, † 3 март 2015), който е 14-ият принц на Отаяно и 12-ият херцог на Сарно. Наследен е от Дон Джулиано, който след това приема титлите на 15-и принц на Отаяно и на 13-и херцог на Сарно. От 1959 г. други потомци получават правото да използват пълното фамилно име на Медичи ди Тоскана ди Отаяно.
- Клон Перуци ди Медичи (Peruzzi de' Medici): В края на XVIII век клон на флорентинското семейство Перуци се съединява с това на Медичите благодарение на брака през 1783 г. между Биндо Симоне (* 1729, † 1794), син на Биндо Симоне, с Анна Мария Луиджа, дъщеря на Аверардо ди Пиетро Паоло де Медичи († 1808) и последна пряка наследница на клона на Медичите. От трите деца, които двойката има, Биндо Джован Батиста (* 1784, † 1825) е обявен в кодицила на Анна Мария Луиза, сестра на Джан Гастоне де Медичи, последният Велик херцог от Медичите, за „най-близкият от нейните предци“.[15] След смъртта на Аверардо, баща на Анна Мария Луиджа, Перуци също имат част от наследството на Медичите. Стига се до 1895 г., когато Ридолфо, син на Джован Батиста Перуци (* 1831, † 1905) е упълномощен да приеме титлата „маркиз де Медичи“ с нов герб. По-късно титлата преминава към втория син на Джован Батиста, Симоне (* 1832, † -1900), която след това се предава на неговите потомци.

Предполагаемият милански клон Медичи ди Меленяно (Medici di Melegnano), нар. също Медичи ди Марингано и Медичи ди Нозиджа (Medici di Marignano, Medici di Nosigia), от който произлиза кардинал Джован Анджело де Медичи – бъдещ папа Пий IV от 1559 г., би могъл да има връзка, датираща отпреди XIV век, с флорентинския клон. Тези линии на родство никога не са доказани и тяхната генеалогия е съставена едва след избирането на папския престол на Пий IV. Поради липсата на акредитирани исторически източници реконструкциите от XVI век не се считат за надеждни.